# Walter Schmidinger
Walter Schmidinger (28 de abril de 1933 - 28 de septiembre de 2013) fue un actor austriaco.

## Biografía
Nacido en Linz, Austria, en sus comienzos Schmidinger completó un aprendizaje como vendedor y decorador en una tienda de telas. A partir de empezó su formación como actor en el Seminario Max Reinhardt de Viena, llegando su primer compromiso en el Theater in der Josefstadt. En 1954 fue llamado para trabajar en la Ópera de Bonn, de cuya compañía formó parte hasta el año 1969. Después, y durante tres años, perteneció al Teatro de Cámara de Múnich. Desde allí pasó al Bayerisches Staatsschauspiel de Múnich. Permaneció en esa ciudad hasta 1984, actuando después en el Schaubühne am Lehniner Platz de Berlín, y un año después en el Teatro Schiller de Berlín, en el cual permaneció hasta su cierre en 1993, trabajando también como director. En la década de 1990 así mismo trabajó en el Deutsches Theater de Berlín, formando también parte del elenco del Berliner Ensemble. A lo largo de su carrera Schmidinger actuó en otros diferentes centros destacados en habla alemana, como el Deutsches Schauspielhaus de Hamburgo, el Burgtheater de Viena y el Festival de Salzburgo.
Por su interpretación de Willi en la obra de Franz Xaver Kroetz Heimarbeit, representada en el Teatro de Cámara de Múnich, Schmidinger recibió el premio a mejor actor del año. A partir de entonces fue una de las estrellas del teatro en alemán. Fueron su especialidad los personajes desgarrados y las almas rotas. Fueron muy relevantes sus actuaciones como Malvolio en la pieza de Shakespeare Noche de reyes, Hamlet, El rey Lear o Nathan en la obra de Gotthold Ephraim Lessing Nathan el Sabio. Fue muy alabada por la prensa su actuación en El enfermo imaginario, de Molière, destacando igualmente como Salieri en Amadeus, de Peter Shaffer. Por su actuación en Berlín como crítico musical en la pieza de Thomas Bernhard Maestros antiguos, recibió el Premio de la Crítica del Berliner Zeitung.
Desde los primeros años 1970 también actuó en numerosas producciones televisivas. Así, fue actor invitado en series como Tatort, Derrick y Der Alte, actuando igualmente en otras producciones como Fast wie im richtigen Leben, Spiel im Schloß, Kir Royal y Opernball.
Inició su carrera cinematográfica en el año 1973 con un pequeño papel en la película de Maximilian Schell Der Fußgänger. Además de Maximilian Schell, Schmidinger actuó con cineastas como Ingmar Bergman, Peter Schamoni, Karin Brandauer y István Szabó.
Con frecuencia Schmidinger participó también en lecturas y tardes de recitación, trabajando con obras de Thomas Bernhard, Joseph Roth, Arthur Schnitzler, Else Lasker-Schüler, Johann Nestroy, Heinrich Heine y Franz Kafka. Fueron únicas sus interpretaciones de textos de Karl Valentin.
En el año 2001 Schmidinger fue jurado del Premio Alfred Kerr.

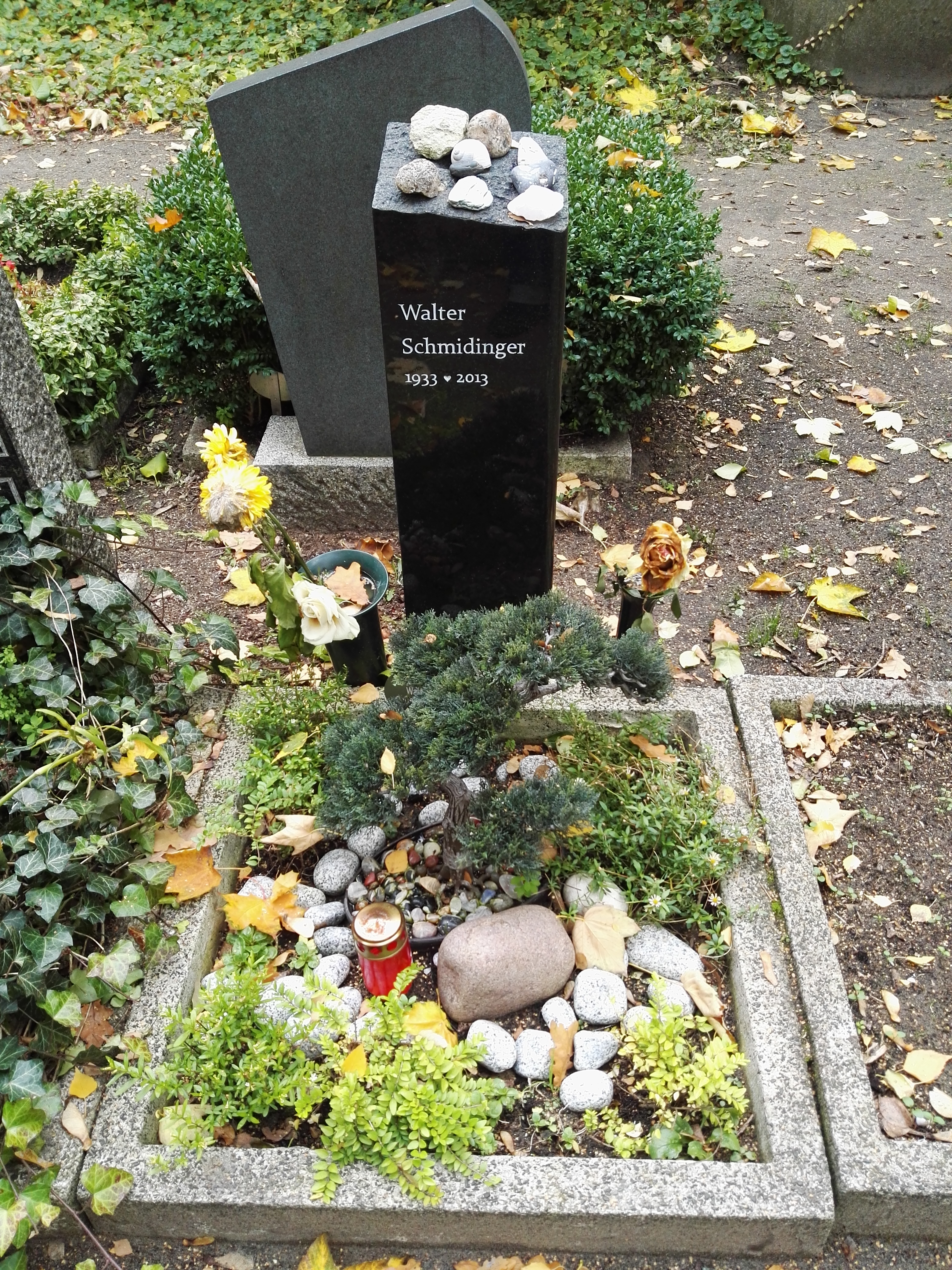
Tumba de Schmidinger

Walter Schmidinger falleció el 28 de septiembre de 2013 en Berlín, y fue enterrado en el Cementerio de Dorotheenstädt.
El 1 de diciembre de 2013 se homenajeó al actor en el Berliner Ensemble, asistiendo colegas y amigos como Carmen-Maja Antoni, Robert Wilson, Andrea Eckert, Angela Winkler, Claus Peymann y Meret Becker.

## Teatro (selección)
- Liebe (dirección de Rolf Becker)
- Heimarbeit (dirección de Horst Siede)
- Die See (dirección de Luc Bondy)
- Tartuffe (dirección de Ingmar Bergman)
- Der Zerrissene (dirección de Gustav Manker)
- Richard III (dirección de Kurt Meisel)
- Der Wald (dirección de Harald Clemen)
- Der Schwierige (dirección de Hans Gratzer)
- Amadeus (dirección de Kurt Meisel)
- Der Reigen (dirección de Kurt Meisel)
- Nach Damaskus (dirección de Erwin Axer)
- Der Kaufmann von Venedig (dirección de Alfred Kirchner)
- Was ihr wollt (dirección de Wilfried Minks)
- Leonce und Lena (dirección de Dieter Dorn)
- Der Park (dirección de Peter Stein)
- Nathan der Weise (dirección de Bernard Sobel)
- Hamlet (dirección de Klaus Maria Brandauer)
- Leonce und Lena (dirección de Robert Wilson)

## Filmografía (selección)
- 1972 : Tatort (serie TV), episodio Münchner Kindl
- 1979 : Tatort (serie TV), episodio Mord im Grand-Hotel
- 1973 : Der Fußgänger, de Maximilian Schell
- 1975 : Eiszeit, de Peter Zadek
- 1976 : Derrick (serie TV), episodio Das Bordfest
- 1977 : Polizeiinspektion 1 (serie TV), episodio Der Föhn
- 1978 : Der Alte (serie TV), episodio Die Kolonne
- 1980 : De la vida de las marionetas (telefilm), de Ingmar Bergman
- 1980 : Der Bockerer, de Dietmar Pflegerl
- 1984 : Spiel im Schloss (telefilm), de Otto Schenk
- 1986 : Caspar David Friedrich – Grenzen der Zeit, de Peter Schamoni
- 1988 : Hanussen, de István Szabó
- 1988 : Ein Sohn aus gutem Hause, de Karin Brandauer
- 1994 : Hölderlin Comics, de Harald Bergmann
- 1995 : Derrick (serie TV), episodio Eines Mannes Herz
- 1998 : Opernball (telefilm), de Urs Egger
- 2000 : Scardanelli, de Harald Bergmann
- 2003 : Passion Hölderlin, de Harald Bergmann
- 2006 : Réquiem (El exorcismo de Micaela), de Hans-Christian Schmid

## Radio
- 1994 : Rainer Puchert: Himmelsgänger, dirección de Klaus-Michael Klingsporn (DLR Berlin)

## Premios
En noviembre de 2006 recibió el Premio Teatrl Nestroy por su trayectoria artística.